# 속 절망극반찬집
속 절망극반찬집(俗・絶望劇伴撰集, ぞく・ぜつぼうげきばんせんしゅう)은 애니메이션 안녕, 절망선생의 사운드 트랙 앨범이다. 2008년 3월 26일 킹 레코드에서 발매되었으며, 한국에서는 정식으로 발매되지 않았다.

## 개요
- 애니메이션 '안녕, 절망선생'의 두 번째 오리지널 사운드 트랙 앨범.
- 초회 한정판 앨범에는, 히카와 헤키루의 엔드 카드가 들어있다.

## 수록곡
본편내의 고유명사는 한국 단행본의 번역 표기대로 적었습니다. (역자 : 설은미)
1. 속 메인테마 (俗・メインテーマ)
2. 절망의 미뉴엣 (絶望のメヌエット)
3. 속 메인테마 보컬편(俗・メインテーマ 歌唱篇)
4. 절망의 무도회편 (舞踏会絶望篇)
5. 기구여행 (気球旅行)
6. 피치카토의 무도회 (ピチカートの舞踏会)
7. 절망의 미뉴엣 바이올린편 (絶望のメヌエット ヴァイオリン篇)
8. 효과음 제 1장 (効果音其の壱)
9. 비둘기 피피 (鳩ピッピ)
10. 비둘기 피피 하모니카편 (鳩ピッピ ハーモニカ篇)
11. 방과후의 취주악 (放課後の吹奏楽)
12. 그리운 리코더 (郷愁のリコーダー)
13. 그리운 하모니카 (郷愁のハーモニカ)
14. 절망의 스카비트 (絶望のスカビート)
15. 절망의 클럽계열? (絶望のクラブ系?)
16. 절망의 드레드 (絶望のドレッド)
17. 효과음 제 2장 (効果音其の弐)
18. 둔전병의 마치(屯田兵のマーチ)
19. 호라(이봐), 호러 (ほらっ!ホラー?)
20. 절망의 침묵 (絶望の沈黙)
21. 이토시키 가의 일족 (絶望家の一族)
22. 임종의 볼레로 (終焉へのボレロ)
23. 마천루 25시 (摩天楼25時)
24. 속 메인테마 보컬편 (俗・メインテーマ ヴォーカル篇)
25. 완벽함대의 노래 (完璧艦隊の歌)
26. 절망선생 그리기 노래 (絶望先生えかきうた)
27. 절망온도 (絶望音頭)
28. 트로이메라이 카후카버전 (トロイメライ)
29. 공상 룸바 (Tv Size) {空想ルンバ （テレビサイズ)}
30. 사랑의 길 로마네스크 (Tv Size) {恋路ロマネスク（テレビサイズ)}
31. 마리오네트 (Tv Size) {マリオネット （テレビサイズ)}
32. 부적 (Tv Size) {オマモリ（テレビサイズ)}